# Deblina Chatterjee
Deblina Chatterjee, född 21 maj 1993 i Calcutta i Västbengalen, Indien, är en indisk film- och tv-skådespelare.

## Karriär
Hon inledde sin skådespelarkarriär 2010 med huvudrollen som Aadu i den bengaliska filmen Ami Aadu (2011), regisserad av Somnath Gupta. Filmen visades vid Internationella filmfestivalen i Indien 2011 och tilldelades 58:e National Film Award för Bästa långfilm på bengali.    År 2012 gjorde hon sin tv-debut i Star Plus-serien Sajda Tere Pyaar Mein i rollen som Aaliya Hassan. 1] Hon spelade även Gayatri (Gayu) i Yeh Rishta Kya Kehlata Hai på Star Plus från december 2018 till maj 2019, men lämnade serien eftersom hon inte ville spela en äldre rollfigur.

## Television
| År        | Program                                  | Roll                                |
| --------- | ---------------------------------------- | ----------------------------------- |
| 2012      | Sajda Tere Pyaar Mein                    | Aaliya Hassan / Julia Gomes Pratap  |
| 2014      | Balika Vadhu                             | Gauri Jagdish Singh                 |
| 2015–2017 | Sankat Mochan Mahabali Hanumaan          | Sita / Rukmini / Lakshmi / Vedavati |
| 2015      | Pyaar Tune Kya Kiya                      | Sanchita                            |
| 2015      | Halla Bol                                | Aaliya                              |
| 2015–2016 | Sasural Simar Ka                         | Devika / Patali Devi                |
| 2016      | Siya Ke Ram                              | Rumā                                |
| 2018–2019 | Yeh Rishta Kya Kehlata Hai               | Gayatri Goenka (Gayu)               |
| 2019      | Laal Ishq                                | Paro                                |
| 2020      | Vighnaharta Ganesh                       | Gudinnan Lakshmi / Gudinnan Sita    |
| 2022      | Rakshabandhan... Rasal Apne Bhai Ki Dhal | Kangana Singh                       |
| 2023–2024 | Karmadhikari Shanidev                    | Gudinnan Lakshmi                    |

## Filmografi
| År   | Filmer   | Roll | Anteckningar |
| ---- | -------- | ---- | ------------ |
| 2011 | Ami Aadu | Aadu |              |